# 周培公
周培公（1632年—1701年），名昌，字培公，以字行，清初官員，湖北荆门人，图海身边的重要幕僚，三藩之變中，協助招降王輔臣，曾任登萊青道道尹，卒于康熙四十年（1701年），年七十。

## 生平
康熙十三年（1674年）腊月，吴三桂、耿精忠等发动三藩之乱，策动陕西提督王辅臣在北方反叛呼应。康熙十五年（1676年），康熙任命图海为大将军，统辖陕甘征讨大军，征讨王辅臣。图海统领大军进至潼关时，周培公上《平凉策》，因此被招为幕僚。周培公进谋曰：“关陕天下之脊也，吴逆（三桂）不从川据陕而恋栈常岳间，诚出下策。今辅臣举足轻重，实系天下安危。虽因一时激变通吴、耿（精忠）二逆而心念国恩，犹盲之不忘乎视，痿之不忘乎起也。倘得能言士谕之，必复降。”《清史稿》也清楚地记载了周培公“说降”之事。周培公之言正符合康熙在西部战场的策略：以恩威并用、剿抚结合的手段，力图尽快扑灭王辅臣的叛乱。清军攻下平凉咽喉虎山墩后，坚不可摧的平凉城已置于清军炮火之下。这时，在王辅臣部下任总兵官的黄九畴及布政使龚荣遇得知自己的同乡周培公在图海大将军帐下做幕僚，于是愿做内应，劝降王辅臣。图海最终没费一箭一弹，降服王辅臣。
康熙十五年，平定王辅臣陕甘叛乱后，图海奏请康熙皇帝升任周培公为山东登莱青道道尹，并在周培公要求下对其父母予以加封，朝廷隨即诰封其母孙氏为贞烈恭人，加赠夫人衔。其父赠为朝列大夫加中奉大夫衔。康熙皇帝亲自御笔为孙氏撰写祭文，规定了祭祀规格，命布政司堂上官分守武昌道参政吴毓珍办理。周培公在家守孝三年，后到山东任职，因与总兵意见不合，难以继续共事，仅在任三年，便辞官回到荆门家乡。
康熙二十九年（1690年），噶尔丹入侵喀尔喀蒙古。赋闲在家的周培公闻讯后写平叛“条呈”。
康熙四十年（1701年），周卒于家中。

## 文学作品中的周培公
周培公的文学形象主要出现在二月河的小说《康熙大帝》中。小說中的康熙帝少年時代之良師益友——虚構角色伍次友向納蘭明珠推薦其進京尋求功名。然周耿直，不屑曲于權貴而望殿試入朝參政。終因試中未避諱康熙之名“玄”字而被趕出考場，卻在流落街頭時得康熙偶然發現并舉任，成為康熙身邊最重要的謀臣，在三藩之亂中擔任撫遠大將軍立下諸多功勳。最終康熙因滿臣不滿其鋒芒太露恐成第二個吳三桂，不得已才將周調往盛京擔任提督，多年後因病身故而獲康熙停朝守靈一晚以茲紀念的殊榮。